# Захист інформації в локальних мережах
Судячи по зростаючій кількості публікацій і компаній, які професійно займаються захистом інформації в комп'ютерних системах, вирішенню цієї задачі надається велике значення. Однією із найбільш очевидних причин порушення системи захисту є навмисний несанкціонований доступ (НСД) до конфіденційної інформації з боку нелегальних користувачів і наступні небажані маніпуляції із цією інформацією.
Захист інформації — це діяльність щодо запобігання витоку, розкрадання, втрати, модифікації (підробки), несанкціонованих і ненавмисних впливів на захищену інформацію. З суто технічних і ненавмисних причин, під це визначення підпадає також діяльність, пов'язана з підвищенням надійності сервера через відмови або збоїв у роботі вінчестерів, недоліків у використовуваному програмному забезпеченні та інше.

## Шляхи несанкціонованого доступу
Несанкціонований доступ до інформації, що знаходиться в локальних мережах буває:
- непрямим — без фізичного доступу до елементів локальних мереж;
- прямим — з фізичним доступом до елементів локальних мереж.

В даний час існують наступні шляхи несанкціонованого отримання інформації (канали витоку інформації):
- застосування підслуховуючих пристроїв;
- дистанційне фотографування;
- перехоплення електромагнітних випромінювань;
- розкрадання носіїв інформації і виробничих відходів;
- зчитування даних у масивах інших користувачів;
- копіювання носіїв інформації;
- несанкціоноване використання терміналів;
- маскування під зареєстрованого користувача за допомогою розкрадання паролів та інших реквізитів розмежування доступу;
- використання програмних пасток;
- отримання даних, що захищаються за допомогою серії дозволених запитів;
- використання недоліків мов програмування і операційних систем;
- умисне включення в бібліотеки програм спеціальних блоків типу «троянських коней»;
- незаконне підключення до апаратури або ліній зв'язку обчислювальної системи;
- зловмисним виведення з ладу механізмів захисту[1].

## Засоби захисту інформації
Для вирішення проблеми захисту інформації, основними засобами, використовуваними для створення механізмів захисту, прийнято вважати:

### Технічні засоби
Технічні засоби — електричні, електромеханічні, електронні і ін. типу пристрою. Переваги технічних засобів пов'язані з їх надійністю, незалежністю від суб'єктивних факторів, високою стійкістю до модифікації. Слабкі сторони — недостатня гнучкість, відносно великі обсяг і маса, висока вартість. Технічні засоби поділяються на:
- апаратні пристрої, що вбудовуються безпосередньо в апаратуру, або пристрої, що сполучаються з апаратурою локальних мереж по стандартному інтерфейсу (схеми контролю інформації з парності, схеми захисту полів пам'яті по ключу, спеціальні регістри);
- фізичні — реалізуються у вигляді автономних пристроїв та систем (електронно-механічне обладнання охоронної сигналізації та спостереження. Замки на дверях, ґрати на вікнах)[2].

### Програмні засоби
Програмні засоби — програми, спеціально призначені для виконання функцій, пов'язаних з захистом інформації. А саме програми для ідентифікації користувачів, контролю доступу, шифрування інформації, видалення залишкової (робочої) інформації типу тимчасових файлів, тестового контролю системи захисту та ін. Переваги програмних засобів — універсальність, гнучкість, надійність, простота установки, здатність до модифікації і розвитку.
Недоліки — обмежена функціональність мережі, використання частини ресурсів файл-сервера і робочих станцій, висока чутливість до випадкових або навмисних змін, можлива залежність від типів комп'ютерів (їх апаратних засобів).

### Змішані апаратно-програмні засоби
Змішані апаратно-програмні засоби, які реалізують ті ж функції, що й апаратні та програмні засоби окремо, і мають проміжні властивості.

### Організаційні засоби
Організаційні засоби складаються з організаційно-технічних (підготовка приміщень з комп'ютерами, прокладка кабельної системи з урахуванням вимог обмеження доступу до неї та ін) і організаційно-правових (національні законодавства і правила роботи, що встановлюються керівництвом конкретного підприємства). Переваги організаційних засобів полягають у тому, що вони дозволяють вирішувати безліч різнорідних проблем, прості в реалізації, швидко реагують на небажані дії в мережі, мають необмежені можливості модифікації та розвитку. Недоліки — висока залежність від суб'єктивних чинників, у тому числі від спільної організації роботи в конкретному підрозділі.
У ході розвитку концепції захисту інформації фахівці прийшли до висновку, що використання якого-небудь  з вище зазначених способів захисту, не забезпечує надійного збереження інформації. Необхідний комплексний підхід до використання та розвитку всіх засобів і способів захисту інформації.

## Програмні засоби захисту інформації
За ступенем поширення і доступності на першому місці стоять програмні засоби, тому далі вони розглядаються більш докладно. Інші засоби застосовуються в тих випадках, коли потрібно забезпечити додатковий рівень захисту інформації.
Серед програмних засобів захисту інформації в локальних мережах можна виділити і детальніше розглянути такі:
- засоби архівації даних — засоби, що здійснюють злиття декількох файлів і навіть каталогів в єдиний файл — архів, одночасно зі скороченням загального обсягу вихідних файлів шляхом усунення надмірності, але без втрат інформації, тобто, з можливістю точного відновлення вихідних файлів.;
- антивірусні програми — програми розроблені для захисту інформації від вірусів;
- криптографічні засоби включають способи забезпечення конфіденційності інформації, у тому числі за допомогою шифрування і аутентифікації;
- засоби ідентифікації і аутентифікації користувачів — аутентифікацією (встановлення достовірності) називається перевірка належності суб'єкта доступу пред'явленого ним ідентифікатора та підтвердження його достовірності. Іншими словами, аутентифікація полягає в перевірці: чи є суб'єкт, який підключається  тим, за кого він себе видає. А ідентифікація забезпечує виконання функцій встановлення автентичності та визначення повноважень суб'єкта при його допуску в систему, контролювання встановлених повноважень в процесі сеансу роботи, реєстрації дій та ін.
- засоби керування доступом — засоби, що мають метою обмеження та реєстрацію входу-виходу об'єктів на заданій території через «точки проходу»;
- протоколювання і аудит — протоколювання забезпечує збір та накопичення інформації про події, що відбуваються в інформаційній системі. Аудит — це процес аналізу накопиченої інформації. Метою комп'ютерного аудиту є контроль відповідності системи або мережі необхідним правилам безпеки, принципам або індустріальним стандартам. Аудит забезпечує аналіз усього, що може ставитися до проблем безпеки, або все, що може призвести до проблем захисту[1].

### Вбудовані
Вбудовані засоби захисту інформації в мережевих ОС доступні, але не завжди, як уже зазначалося, можуть повністю вирішити виникаючі на практиці проблеми. Наприклад, мережні ОС NetWare 3.x, 4.x дозволяють здійснити надійний «ешелонований захист" даних від апаратних збоїв та пошкоджень. Система SFT (System Fault Tolerance — система стійкості до відмов) компанії Novell включає три основні рівня:
- SFT Level I передбачає, зокрема, створення додаткових копій FAT і Directory Entries Tables, негайну верифікацію кожного знову записаного на файловий сервер блоку даних, а також резервування на кожному жорсткому диску близько 2 % від обсягу диска. При виявленні збою дані перенаправляються в зарезервовану область диска, а збійний блок позначається як «поганий» і в подальшому не використовується.
- SFT Level II містить додаткові можливості створення «дзеркальних дисків", а також дублювання дискових контролерів, джерел живлення й інтерфейсних кабелів.
- SFT Level III дозволяє застосовувати в локальній мережі дубльовані сервери, один з яких є «головним», а другий, що містить копію всієї інформації, вступає в роботу в разі виходу головного сервера з ладу[1].

Система контролю та обмеження прав доступу в мережах NetWare (захист від несанкціонованого доступу) також містить кілька рівнів:
- рівень початкового доступу (включає ім'я та пароль користувача, систему облікових обмежень: таких як,  явний дозвіл або заборону роботи, допустимий час роботи у мережі місце на жорсткому диску, займане особистими файлами даного користувача, і т. д.);
- рівень прав користувачів (обмеження на виконання окремих операцій та/або на роботу даного користувача, як члена підрозділу, в певних частинах файлової системи мережі);
- рівень атрибутів каталогів і файлів (обмеження на виконання окремих операцій, у тому числі видалення, редагування або створення, що йдуть з боку файлової системи і стосуються всіх користувачів, що намагаються працювати з даними каталогами або файлами);
- рівень консолі файл-сервера (блокування клавіатури файл-сервера на час відсутності мережевого адміністратора до введення ним спеціального пароля).

### Спеціалізовані
Спеціалізовані програмні засоби захисту інформації від несанкціонованого доступу володіють в цілому кращими можливостями і характеристиками, ніж вбудовані засоби мережевих ОС. Крім програм шифрування і криптографічних систем, існує багато інших доступних зовнішніх засобів захисту інформації. З найбільш часто згадуваних рішень, слід відзначити наступні дві системи, що дозволяють обмежити і контролювати інформаційні потоки.
- Firewalls — брандмауерів (firewall — вогняна стіна). Між локальною і глобальною мережами створюються спеціальні проміжні сервери, які інспектують і фільтрують весь трафік мережевого/транспортного рівнів, що проходить через них . Це дозволяє різко знизити загрозу несанкціонованого доступу ззовні в корпоративні мережі, але не усуває цю небезпеку повністю. Більш захищений різновид методу — це спосіб маскараду (masquerading), коли весь вихідний з локальної мережі трафік надсилається від імені firewall-сервера, роблячи локальну мережу практично невидимою.
- Proxy-сервери (proxy — довіреність, довірена особа). Весь трафік мережевого/транспортного рівнів між локальною і глобальною мережами забороняється повністю — маршрутизація як така відсутня, а звернення з локальної мережі в глобальну відбуваються через спеціальні сервери-посередники. Очевидно, що при цьому звернення з глобальної мережі в локальну стають неможливими в принципі. Цей метод не дає достатнього захисту проти атак на більш високих рівнях — наприклад, на рівні програми (віруси, код Java і JavaScript)[1].